# Anemia sideropenica
L'anemia sideropenica (o anemia da carenza marziale, sideropriva) è un'anemia causata da un deficit di ferro (sideropenia) nell'organismo.
Il ferro è un elemento indispensabile per l'organismo, essendo un costituente essenziale di molecole quali l'emoglobina, contenuta nei globuli rossi, la mioglobina, contenuta nel muscolo striato, e i citocromi, contenuti soprattutto nelle cellule epatiche. È quindi evidente che una sua carenza comporti l'insorgenza di manifestazioni patologiche. Paradossalmente, tuttavia, un eccesso di ferro, soprattutto se in forma di radicali liberi, può condurre a patologie addirittura più pericolose di quelle dovute alla carenza.

## Epidemiologia
La carenza di ferro è una delle condizioni più frequenti nel mondo, diffusa sia nei paesi sviluppati sia in quelli in via di sviluppo, anche se per cause fondamentalmente diverse.
L'anemia sideropenica è pertanto l'anemia di più comune riscontro. Nei paesi del Terzo mondo può interessare fino al 50% di certi strati della popolazione (bambini, donne in età fertile); in Europa (inclusa l'Italia) le fasce di età a maggior incidenza sono dai 20 ai 40 anni per le donne e dai 10 ai 20 e dai 60 in su per gli uomini.

## Eziologia
Le cause dell'anemia sideropenica risiedono quasi sempre in una perdita ematica, mentre meno frequentemente sono in gioco carenze di apporto alimentare o sindromi da malassorbimento.
Le due cause di anemia sideropenica più frequenti sono:
- Perdite ematiche eccessive durante i cicli mestruali. La maggior parte delle donne ha flussi mestruali di circa 30-50 mL per ciclo che, aggiunti alle altre perdite fisiologiche e tradotti in fabbisogno di ferro, determinano una necessità giornaliera di 1–2 mg di ferro. Questo fabbisogno viene normalmente coperto dalla dieta. Nelle donne con mestruazioni particolarmente abbondanti o protratte, o molto frequenti, il flusso può superare gli 80 mL per ciclo e questo comporta un fabbisogno giornaliero maggiore, che talvolta non è possibile compensare con il solo apporto alimentare. Nella donna in età fertile un'ulteriore esigenza è costituita dalla gravidanza e dal puerperio: ogni gravidanza richiede alla donna circa 700 mg di ferro (250-300 per il feto, 400-450 per aumentare la massa di globuli rossi circolanti) e ogni parto ne richiede altrettanti (la sola placenta contiene circa 300 mg di ferro). Anche l'allattamento comporta un alto fabbisogno di ferro.
- Perdite ematiche a livello del tubo digerente. Normalmente, attraverso tale via si perde meno di 1 mL di sangue al giorno, ma alcune condizioni patologiche comportano perdite giornaliere di 10-20 mL o più. Nei paesi occidentali, le cause più comuni di queste perdite sono, in ordine di importanza, le emorroidi, l'ulcera peptica, l'utilizzo cronico di acido acetilsalicilico e di altri tipi di FANS, l'ernia iatale, i diverticoli del colon e i tumori intestinali. Nei paesi in via di sviluppo la causa principale è rappresentata dalle parassitosi intestinali.

## Patogenesi
Nella maggior parte dei casi la carenza di ferro si instaura in maniera molto lenta, ad esempio a causa di una piccola perdita (“stillicidio ematico”) dal tubo digerente, o per un aumentato fabbisogno (gravidanza, puerperio).
Quando si instaura in maniera veloce, bisogna ricercare l'origine di una cospicua perdita di sangue.
Nel primo caso, il più comune, si possono riconoscere tre fasi nella carenza di ferro:
1. Riduzione dei depositi: l'eritropoiesi e la sintesi degli enzimi è ancora normale, ma le riserve di ferro sono in via di esaurimento.
2. Rallentamento dell'eritropoiesi: il midollo osseo riceve quantità minori di ferro rispetto al normale, ma è ancora in grado, anche se più lentamente, di produrre globuli rossi.
3. Anemia sideropenica: il midollo non è più in grado di produrre globuli rossi per deficit della sintesi di emoglobina e compaiono le manifestazioni cliniche della carenza di ferro.

È da notare inoltre che l'assorbimento gastrointestinale di ferro aumenta se assunto in concomitanza con vitamina C.

## Clinica

### Sintomatologia
L'anemia dà sintomi meno evidenti fino a quando i livelli di emoglobina nel sangue si mantengono sopra i 9-10 grammi per decilitro (g/dL), in quanto l'organismo mette in azione meccanismi di compenso (aumento della portata cardiaca e aumento della concentrazione di 2,3-BPG nei globuli rossi) in modo da consentire ancora un normale apporto di ossigeno ai tessuti.
Quando anche tali meccanismi non sono più in grado di assicurare una sufficiente ossigenazione, compaiono i tipici segni dell'anemia quali pallore, stanchezza muscolare, dispnea da sforzo, tachicardia, scarso appetito, accresciuta sensibilità al freddo, dolore toracico, vertigini, assorbimento maggiore da parte del sistema digestivo.
Oltre ai sintomi classici dell'anemia sopra descritti, la carenza di ferro può dare disturbi del comportamento, ridotta capacità di concentrazione nell'adulto e ridotto rendimento scolastico nel bambino. Nei casi più gravi possono comparire pervertimenti dell'appetito (picacismo), che si osservano ad esempio in gravidanza e vengono fatti oggetto di credenze popolari sull'origine delle cosiddette "voglie".
Possono presentarsi inoltre manifestazioni a carico dei tessuti epiteliali quali ragadi, coilonichia (unghie sottili e fragili, incavate), caduta dei capelli, stomatite, glossite.
Prende il nome di sindrome di Plummer-Vinson la triade di sintomi costituita da glossite, disfagia, anemia. La disfagia e la glossite in questi casi sono sostenute appunto da una distrofia dell'epitelio che riveste la lingua e l'esofago.

### Diagnosi
Nel caso si sospetti un'anemia, i primi esami da eseguire sul sangue sono un esame emocromocitometrico, un dosaggio del ferro e della ferritina. L'emocromo può mostrare una riduzione del quantitativo di emoglobina oltre all'ematocrito al volume e spesso anche una riduzione del numero dei globuli rossi. Nelle forme croniche a lenta evoluzione il carattere distintivo di questa condizione è rappresentato dalla riduzione del volume (MCV) dei globuli rossi, che sono di dimensioni ridotte rispetto alla norma. Nell'anemia sideropenica c'è sempre una diminuzione della sideremia e talvolta della ferritina. I livelli di transferrina possono essere invece elevati.
Se la sideremia non è al di sotto di 30 µg/dL, verosimilmente l'anemia non è dovuta a carenza di ferro ma ad altre condizioni come delle mestruazioni abbondanti, una talassemia, un'anemia da malattia cronica in condizione di bilancio negativo del ferro o una sindrome mielodisplastica.
In caso di riscontro di un'anemia da carenza di ferro in un paziente sopra i 50 anni di età, è necessario avviare delle indagini mirate soprattutto all'apparato gastrointestinale del paziente (gastroscopia, colonscopia) per localizzare l'origine delle perdite ematiche.
Attenzione nella diagnosi differenziale con la talassemia perché la somministrazione di ferro in questi casi comporta il rischio di un'emocromatosi iatrogena.

## Terapia
La terapia con sali di ferro (solfato ferroso, gluconato di ferro o polistirensolfonato ferroso) riporta facilmente il paziente in stato di benessere in un tempo variabile a seconda della gravità della carenza.
La terapia tuttavia deve essere anche mirata a individuare, risolvere o rimuovere le eventuali cause di sanguinamento cronico o di malassorbimento.
L'utilizzo di sali del ferro fosfato non sembrano avere una significativa efficacia.
Gli effetti collaterali principali della terapia con ferro sono a livello gastrointestinale, dove possono causare dispepsia.
Per le donne che soffrono spesso di ipermenorrea o menorragia può essere necessaria la modulazione ormonale o l'introduzione di una terapia che interrompe il ciclo mestruale per un miglioramento della qualità di vita della paziente. In alcuni casi, specie se non è possibile ricorrere a una terapia ormonale si può utilizzare l'amisulpride 25-50 mg/die, che aumentando la prolattina può portare all'amenorrea.